# Apospasta albirenalis
Apospasta albirenalis là một loài bướm đêm trong họ Noctuidae.